# آنمیک فان فلوتن
آنمیک فان فلوتن (انگلیسی: Annemiek van Vleuten؛ زادهٔ ۸ اکتبر ۱۹۸۲) دوچرخه‌سوار اهل پادشاهی هلند است؛ که هم‌اکنون برای تیم جهانی دوچرخه‌سواری میچلتون اسکاتلند رکاب می‌زند.
وی در مسابقات قهرمانی دوچرخه‌سواری جاده جهان (۲۰۱۹) قسمت زنان در یورک‌شر انگلستان پیروز شد.
وی در مسابقات کشوری و بین‌المللی در مجموع برندهٔ ۳ مدال طلا، ۳ مدال نقره، ۳ مدال برنز شده‌است.